# Kent Police

Das Abzeichen der Kent Police

Der Zuständigkeitsbereich der Kent Police

Die Kent Police ist die Territorial police force (Territorialpolizei), die für die Überwachung der 1433 Quadratmeilen (3710 km²) und etwa 1,8 Millionen Einwohner von Kent, einer Grafschaft im Südosten Englands zuständig ist.

## Geschichte
Am 14. Januar 1857 wurde unter dem Chief Constable (Polizeipräsidenten) John Henry Hay Ruxton eine 222 Mann starke „Kent County Constabulary“ gegründet. Das erste Hauptquartier befand sich in Wrens Cross, Stone Street, Maidstone und wurde von der Polizei gemietet, bis sie es am 23. November 1860 für 1200 £ kaufte. Ihr oblag die Polizeiarbeit in jenen Teilen der Grafschaft, die nicht bereits in die Zuständigkeit der lokalen Polizeikräfte der Boroughs fielen.
Im Jahr 1860 wurde die ursprüngliche Uniform, bestehend aus Gehrock und Zylinderhut, durch eine lange Uniformjacke und einen Tschako ersetzt. Außerdem wurden den Polizisten eine Rassel und ein Schlagstock ausgegeben. Im Jahr 1885 wurden Pfeifen eingeführt. 1897 wurde der markante Custodian helmet (englisch etwa: „Aufseher-Helm“) eingeführt. 1974 wurde die Dekorierung der Helmspitze abgewandelt.
Am 1. April 1889 übernahm die Kent County Constabulary die Bezirkspolizeikräfte von Deal, Hythe, Faversham, Sandwich und Tenterden, fünf der vierzehn lokalen Polizeikräfte, die damals die Boroughs in der Grafschaft Kent überwachten. Ruxton ging am 14. August 1894 in den Ruhestand und starb am 20. April 1897.
Die Kent County Constabulary kaufte 1896 20 Fahrräder, eine Zahl, die bis 1904 auf 129 stieg. Im Jahr 1925 erhielten die Dorfpolizisten Telefone und bis 1931 wurden 29 Motorräder und ein Polizeiauto angeschafft. Die Polizei setzte Pferde bis 1943 ein, als das letzte in den Ruhestand geschickt wurde.
Im Jahr 1965 zählte die Truppe 1.988 staatlich anerkannte Polizisten und hatte eine tatsächliche Stärke von 1.766 Mann, womit sie die drittgrößte County-Polizei in Großbritannien war.
Die Kent County Constabulary war die letzte britische Polizeitruppe, die das Wort „County“ in ihrem offiziellen Namen behielt. Im Jahr 2002 wurde der Name in Kent Police geändert. Das Hauptargument für die Änderung war, dass die große Zahl der Besucher, die durch den Eurotunnel und die Häfen kamen, das Wort „Police“ leichter verstehen würden als „Constabulary“.
Die Kent Police war die erste Polizeieinheit im Vereinigten Königreich, die von einem schwarzen Polizeipräsidenten, Michael Fuller, geführt wurde. der diese Funktion von 2004 bis 2010 innehatte.
Nach 1940 befand sich das Hauptquartier der Kent Police in der Sutton Road in Maidstone. Im Jahr 2020 wurde jedoch angekündigt, dass das Hauptquartier kein gutes Preis-Leistungs-Verhältnis mehr biete und verkauft werden würde. Die Führungsebene ist inzwischen zur North Kent Police Station in Northfleet umgezogen. Das Kent Police College befindet sich in der Coverdale Avenue in Maidstone. Das Kent Police Museum befindet sich in der Polizeiwache Faversham.
Nach jahrelangen Personalkürzungen, die 2010 angekündigt wurden und 2011 begannen und in deren Folge die Zahl der Beamten von einem Höchststand von fast 3.800 im Jahr 2010 auf unter 3.200 im Jahr 2016 sank, wurde im März 2018 angekündigt, dass die Kent Police die größte Rekrutierungskampagne ihrer Geschichte starten werde, mit dem Ziel, in den nächsten ein bis zwei Jahren über 200 weitere Beamte einzustellen. Möglich wurde dies durch eine Erhöhung der Steuermittel, die die Polizei von den Einwohnern des Countys erhält. Die Kampagne war erfolgreich: In den Jahren 2018 und 2019 konnten über 200 Beamte rekrutiert werden, so dass die Zahl der Beamten nun bei über 3.400 lag.
Im Januar 2019 wurde außerdem der Vorschlag des Police and crime commissioner Matthew Scott bekannt gegeben, für den Zeitraum 2019/20 eine weitere Steuererhöhung für den Betrag, den die Kent Police von den Einwohnern des Countys erhält, durchzuführen, um bis 2020 weitere 180 Beamte einzustellen. Dieser Vorschlag wurde angenommen und erhöhte die Anzahl der Beamten der Truppe bis 2020 auf über 3.600.
Als Teil der Ende 2019 von der Regierung angekündigten nationalen Kampagne zur Einstellung von 20.000 zusätzlichen Polizeibeamten in allen 43 Polizeibehörden in England und Wales bis Anfang 2023 wurde angekündigt, dass Kent staatliche Mittel erhalten werde, um in der ersten Welle von 6.000 Beamten im Jahr 2020 147 Beamte einzustellen; die restlichen 14.000 sollten in den Jahren 2021 und 2022 folgen. Der für Kriminalität zuständige Polizeikommissar hat außerdem zusätzliche Mittel für 34 weitere Beamte bereitgestellt, sodass sich die Gesamtzahl der im Jahr 2020 zusätzlich finanzierten Beamten auf 181 belief. Dadurch erhöhte sich die Zahl der Beamten bis 2021 auf über 3.800 Nach den derzeitigen Plänen soll die Gesamtzahl der Beamten bis März 2023 auf über 4.100 steigen. Dann wird die Polizei von Kent die größte Zahl an Beamten haben, seit die Polizei gegründet wurde.

### Chief constables (Polizeipräsidenten)
Von 1857 bis heute:
- Captain John Henry Hay Ruxton –  1. April 1857 bis August 1894
- Major Henry Edwards –  1894 bis 1895
- Lt. Col. Henry Warde –  1895 bis 1921
- Major Harry Ernest Chapman –  Januar 1921 bis 1940
- Captain J A Davison –  1940 bis 1942
- Sir Percy Sillitoe –  1943 bis 1946
- Major John Ferguson –  1946 bis 1958
- Lt. Col. Geoffrey White –  1958 bis 1962
- Richard Dawnay Lemon –  April 1962 bis 1974
- Barry Pain –  1974 bis 1982
- Frank Jordan –  1982 bis 1989
- Paul Condon –  1989 bis 1993
- Sir (John) David Phillips –  1993 bis 2003
- Robert Ayling –  1. April 2003 bis 5. Januar 2004
- Michael Fuller –  5. Januar 2004 bis 16. Februar 2010
- Ian Learmonth –  5. Juli 2010 bis 4. Januar 2014
- Alan Pughsley –  4. Januar 2014 bis 3. Oktober 2022
- Tim Smith – 6. Dezember 2022 bis heute.

### In Ausübung des Dienstes oder bei der Antrittsmeldung zum Dienst getötete Beamte
Der Police Roll of Honour Trust und der Police Memorial Trust listen alle britischen Polizisten auf, die in Ausübung ihres Dienstes getötet wurden und gedenken ihrer.
Die folgenden Mitglieder der Kent Police sind in der Ehrenliste aufgeführt:
- PC Israel May – Gestorben am 24. August 1873, im Alter von 37 Jahren – Beim Versuch, einen Betrunkenen festzunehmen, wurde er mit seinem eigenen Schlagstock erschlagen.
- PC John Harryman – Gestorben am 29. Mai 1907, im Alter von 29 Jahren – Von einer Lokomotive getötet, während er die Gleise für den königlichen Zug bewachte.
- PC John Truphet Saywell – Gestorben am 1. Oktober 1910, im Alter von 35 Jahren – Gestorben während einer Operation an einer Verletzung, die ihm bei einem Aufruhr zugefügt worden war.
- DS George Henry Apps – Gestorben am 7. Juni 1916, im Alter von 34 Jahren – Gestorben an den Folgen von Verletzungen, die er sich 1915 im Dienst zugezogen hatte, als er von einem Auto angefahren wurde.
- PC Charles William Walker – Gestorben am 21. Juli 1924, im Alter von 51 Jahren – Gestorben an Verletzungen, die er sich im Dienst zugezogen hatte, als er von einem Radfahrer angefahren wurde.
- PC Edwin James Longhurst – Gestorben am 8. Februar 1928, im Alter von 44 Jahren – wurde während der Dienstzeit auf einem Fahrrad tödlich verletzt, als er in Canterbury von einem Bus angefahren wurde.
- PC Ernest F. Bradley – Gestorben am 18. August 1928, im Alter von 27 Jahren – Auf Motorradstreife bei einem Zusammenstoß mit einem anderen Motorrad tödlich verletzt.
- PC Albert Cox – Gestorben am 20. Dezember 1930, im Alter von 40 Jahren – Gestorben an den Folgen von Verletzungen, die er sich im Januar 1930 bei einem Fahrradunfall im Dienst zugezogen hatte.
- RPC Charles William Haines – Gestorben am 20. September 1940, im Alter von 65 Jahren – Tödlich verletzt, als er bei einem Luftangriff auf dem Rückweg zu seiner Station von einem Auto erfasst wurde.
- PC Thomas James Farrell – Gestorben am 1. November 1940, im Alter von 38 Jahren – Getötet während eines feindlichen Luftangriffs, als Bombensplitter seinen Helm durchbohrten.
- PWRC Herbert James Chittenden – Gestorben am 1. Januar 1942, im Alter von 41 Jahren – Kam ums Leben, als sein Polizeimotorrad gegen den Bordstein prallte und umkippte.
- PC Stephen George James Huggins – Gestorben am 31. Oktober 1942, im Alter von 37 Jahren – während eines Luftangriffs durch die Kugel eines feindlichen Flugzeugs tödlich verletzt.
- PWRC Reginald Walter Dowling – Gestorben am 8. April 1943, im Alter von 49 Jahren – Gestorben an Verletzungen, die er sich im Juni 1942 bei einem Luftangriff auf Canterbury zugezogen hatte.
- Bei feindlichen Luftangriffen außer Dienst oder mit unbekanntem Dienststatus (Zweiter Weltkrieg) zwischen 1940 und 1945 getötet – S/Insp George Moore, SC John Olive, PWRC Henry Kettle, PC Ronald Parker, S/Sgt Reginald John Rogers, SC Arthur Edward Potten, SC Ernest Albert Farrow, SC Frederick Walter Heine, SC Richard Daniel Jay Wills, PC Cecil George Constable, PMS Edward John Toomey, SC William George Warner, S/Sgt William Albert Bransby, SC George Ernest Russell, PC Sydney Russell, SC Harry Thomas R. Pankhurst, PWRC Frederick Chapman, Sgt William George Braddick, SC Frederick James Collard, PWRC Albert Robert Gibling, SC Robert Wheeler, Sgt William George Dickinson, SC Frederick Johnson
- PC Frank Skewis – Gestorben am 8. Januar 1949, im Alter von 49 Jahren – Kam ums Leben, als er beim Zusammentreiben streunender Pferde versehentlich von einem Auto angefahren wurde.
- PC Alan George Baxter – Gestorben am 5. Juni 1951, im Alter von 33 Jahren – Tödlich verletzt, als er von einem von der Polizei gesuchten Schützen angeschossen wurde.
- PC Hubert Stanley Pay – Gestorben am 4. November 1951, im Alter von 25 Jahren – Auf dem Weg zur Arbeit tödlich verletzt, als sein Motorrad einen LKW rammte.
- T/Sgt Gerald Thomas P. Rooney – Gestorben am 14. März 1956, im Alter von 24 Jahren – Im Dienst der britischen Polizeieinheit auf Zypern von Terroristen erschossen.
- PC Peter W. Child – Gestorben am 27. Januar 1964, im Alter von 27 Jahren – Kam während eines Fahrkurses ums Leben, als das Polizeiauto, in dem er saß, verunglückte.
- PC Robert Archibald Beattie - Gestorben am 5. Juli 1965, im Alter von 41 Jahren - und
- PC Robert Alfred John Knight – Gestorben am 5. Juli 1965, im Alter von 29 Jahren – Getötet, als ihr Streifenwagen auf der Autobahn frontal von einem Auto getroffen wurde.
- PC George Craig – Gestorben am 21. Mai 1967, im Alter von 36 Jahren – Kam auf Motorradstreife ums Leben, als er nachts mit einem unbeleuchteten Lastwagen zusammenstieß.
- PC Phillip Alan Long – Gestorben am 28. Juni 1968, im Alter von 22 Jahren – Tödliche Verletzungen bei einem Verkehrsunfall während eines Motorradstreifeneinsatzes.
- DC Roger Gardiner – Gestorben am 26. Mai 1972, im Alter von 36 Jahren – Kam beim Fahren eines Polizeifahrzeugs ums Leben, als er die Kontrolle verlor und gegen einen Baum prallte.
- PC Malcolm John Boakes – Gestorben am 21. Oktober 1973, im Alter von 31 Jahren – Kam auf dem Weg zum Dienst ums Leben, als eine Ladung von einem LKW auf ihr Auto fiel.
- PC John Francis Ryan – Gestorben am 21. Oktober 1973, im Alter von 33 Jahren – Kam auf dem Weg zum Dienst ums Leben, als die Ladung eines Lastwagens auf ihr Auto fiel.
- DS Charles Edward Brisley – Gestorben am 20. April 1978, im Alter von 47 Jahren – Tödliche Verletzungen, als er im Einsatz im Hafen von Folkestone von einem LKW-Anhänger erfasst wurde.
- Sergeant George Frederick Matthew – Gestorben am 16. Juni 1983, im Alter von 42 Jahren – Kam auf Motorradstreife ums Leben, als seine Maschine mit einem Lastwagen kollidierte.
- PC Duncan Watts Clift – Gestorben am 24. März 1991, im Alter von 27 Jahren – Überfahren und tödlich verletzt, als er außerhalb des Dienstes versuchte, ein gestohlenes Auto anzuhalten.
- PC Alexander Gordon Doe – Gestorben am 18. Mai 1993, im Alter von 44 Jahren – Kam während eines Kurses für fortgeschrittene Motorradfahrer ums Leben, als seine Maschine verunglückte.
- PC Jonathan Bruce Odell - Gestorben am 19. Dezember 2000, Alter 30 - Er wurde von einem rasenden Fahrzeug überfahren und getötet, das er stoppen wollte.[11]
- PC Katie Louise Mitchell – Gestorben am 3. Oktober 2007, Alter 39 – Kam bei einem Motorradunfall auf dem Weg zu ihrem Dienst in Tonbridge ums Leben.
- PC Phillip Edward Pratt - Gestorben am 14. Juni 2009, im Alter von 26 Jahren - Getötet, als er beim Absichern eines Unfallorts von einem Fahrzeug angefahren wurde.[12]
- DS Terry Easterby - Gestorben am 25. Februar 2011, im Alter von 44 Jahren - Gestorben bei einem Motorradunfall auf dem Weg zu seinem Dienst in Medway.[13]

### Gegenwart
Im Jahr 2010 wurde entschieden, die Zahl der sechs Abteilungen der Behörde auf drei zu reduzieren.
- Nordabteilung: Bezirk North Kent (Bezirk Dartford, Bezirk Gravesham), Bezirk Medway, Bezirk Swale.
- East Division: Bezirk Canterbury, Bezirk Thanet, Bezirk Dover, Bezirk Ashford, Bezirk Folkestone und Hythe.
- West Division: Bezirk Maidstone, Bezirk Tunbridge Wells, Bezirk Tonbridge and Malling, Bezirk Sevenoaks.

Jeder Bezirk verfügt über ein lokales Polizeiteam für Notfall- und Nicht-Notfalleinsätze sowie über eine Community Safety Unit, ein Community Policing Team und Police Community Support Officers. Die Kent Police betreibt die folgenden Polizeistationen und Dienststellen mit öffentlichem Zugang: Ashford, Canterbury, Cranbrook, Dartford, Dover, Faversham, Folkestone, Gravesend, Herne Bay, Maidstone, Margate, Medway (Gillingham), North Kent (Northfleet), Rainham, Ramsgate, Sevenoaks, Sheerness, Sittingbourne, Swanley, Tonbridge und Tunbridge Wells. Polizeistationen in Canterbury, Folkestone, Maidstone, Margate, Medway, North Kent und Tonbridge verfügen außerdem über Gewahrsamszellen, Unterstützungseinheiten, Kriminalpolizeiliche Ermittlungsteams, Teams zur Ermittlung von Gefährdungslagen sowie Teams für vermisste Kinder und Ausbeutung.
Das Polizeigewahrsam in Canterbury verfügt über 15 Zellen, das Gewahrsam in Folkestone über 15 Zellen, das Gewahrsam in Maidstone über 19 Zellen, das Gewahrsam in Margate über 15 Zellen, das Gewahrsam in Medway über 40 Zellen, das Gewahrsam in North Kent über 40 Zellen und das Gewahrsam in Tonbridge über 19 Zellen. Jede Abteilung verfügt über eine Kriminalpolizei und ein County Lines and Gangs Team, die zusammen die Kriminalpolizei des Chief Constable bilden. Das Professional Standards Department und das Paedophile Online Investigation Team sind landesweite Teams. Das Serious Crime Directorate ist für die Ermittlungen der Polizei zu allen größeren Straftaten zuständig und wird gemeinsam mit der Essex Police geführt.
Darüber hinaus betreibt die Kent Police eine Wache im Bluewater -Einkaufszentrum mit einem kleinen Gewahrsamstrakt mit drei Zellen und eine Wache in Longport in der Nähe des Eurotunnels als speziellen TACT-Gewahrsamstrakt mit vier Zellen. Die Besonderheit der Kent Police besteht darin, dass sie eine Wache außerhalb des Vereinigten Königreichs, nämlich im französischen Coquelles, betreibt. Dieses Prinzip blieb auch nach dem Brexit bestehen.
Der Hafen von Dover unterhält seine eigene unabhängige Polizei, die Port of Dover Police, allerdings ist die Kent Police gesetzlich für die Polizeiarbeit im gesamten Bezirk verantwortlich und übernimmt bei Bedarf die Untersuchung von Vorfällen innerhalb des Hafens.
Zusätzlich zu den drei geografischen Abteilungen umfasst die Abteilung für taktische Operationen oder (kurz: Tac Ops) die Verkehrspolizeieinheit (RPU), die Verkehrssicherheitseinheit (RSU), die Nutzfahrzeugeinheit (CVU), die Einheit zur Untersuchung schwerer Kollisionen (SCIU), den bewaffneten Einsatz, die Hundestaffel, die ländliche Task Force (RTF), das „Zigeunerverbindungsteam“ (GLT), die Such- und Marineeinheit (SMU) und das Proactive Tasking Team (PTT). „Tac Ops“ sind hauptsächlich bei den taktischen Operationen der Kent Police angesiedelt, die aufgrund ihrer Nähe zu Coldharbour Lane, Aylesford und der Nackington Police Station in Canterbury auch „Coldharbour“ genannt werden. Im Jahr 2011 zog die Such- und Marineeinheit von „Coldharbour“ zu den Sheerness Docks, um näher am Wasser zu sein. Im Jahr 2000 eröffnete die Kent Police in Stockbury Zwinger, die als ständige Basis und Ausbildungszentrum für die Hundeabteilung genutzt werden sollten.
Die Truppe wird vom National Police Air Service unterstützt; die nächstgelegenen Flugzeuge operieren von Redhill, Surrey und North Weald, Essex. Die Polizei von Kent verfügt über mehrere qualifizierte Drohnenpiloten.

Polizeifahrzeuge der Kent Police
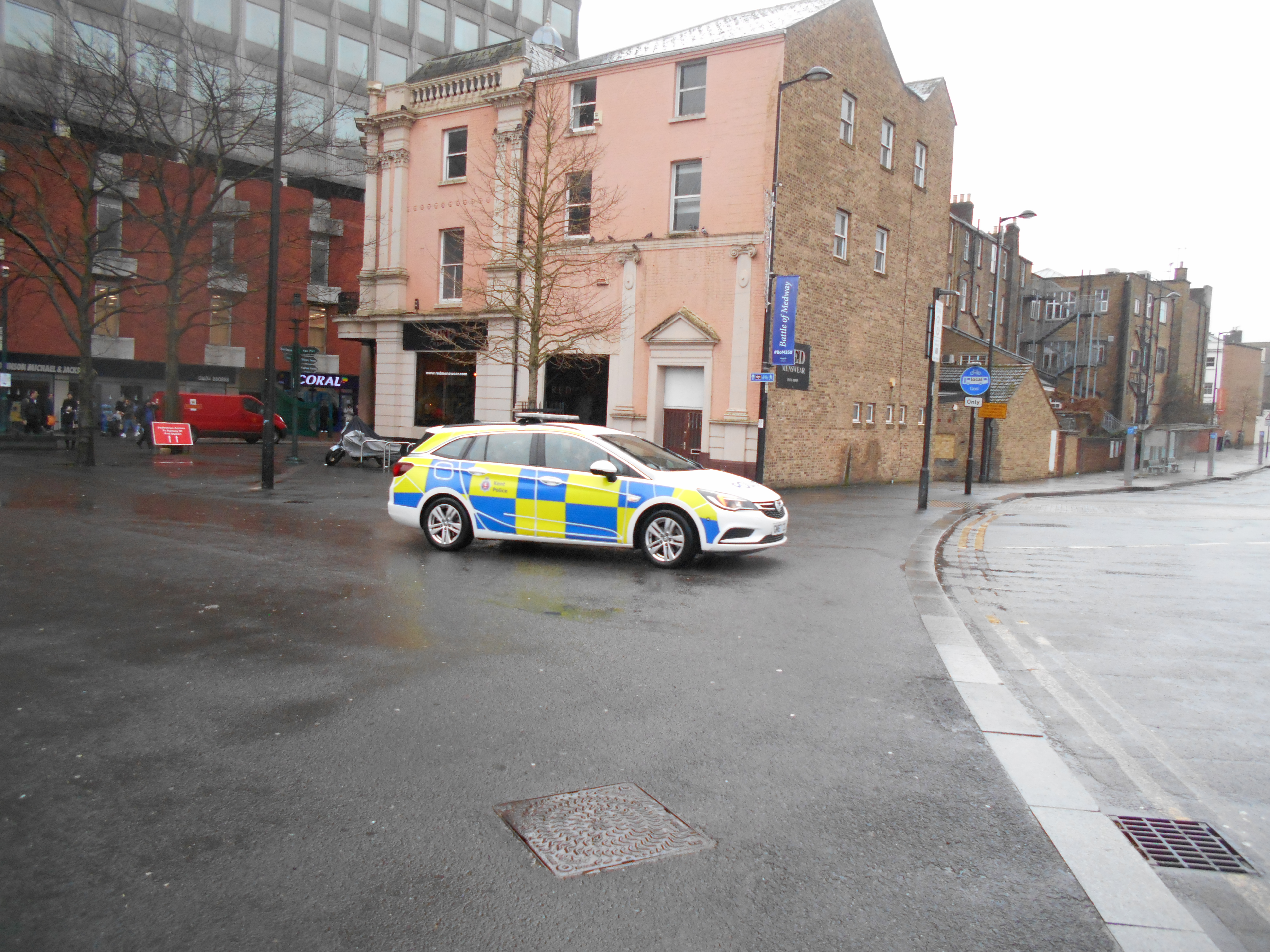
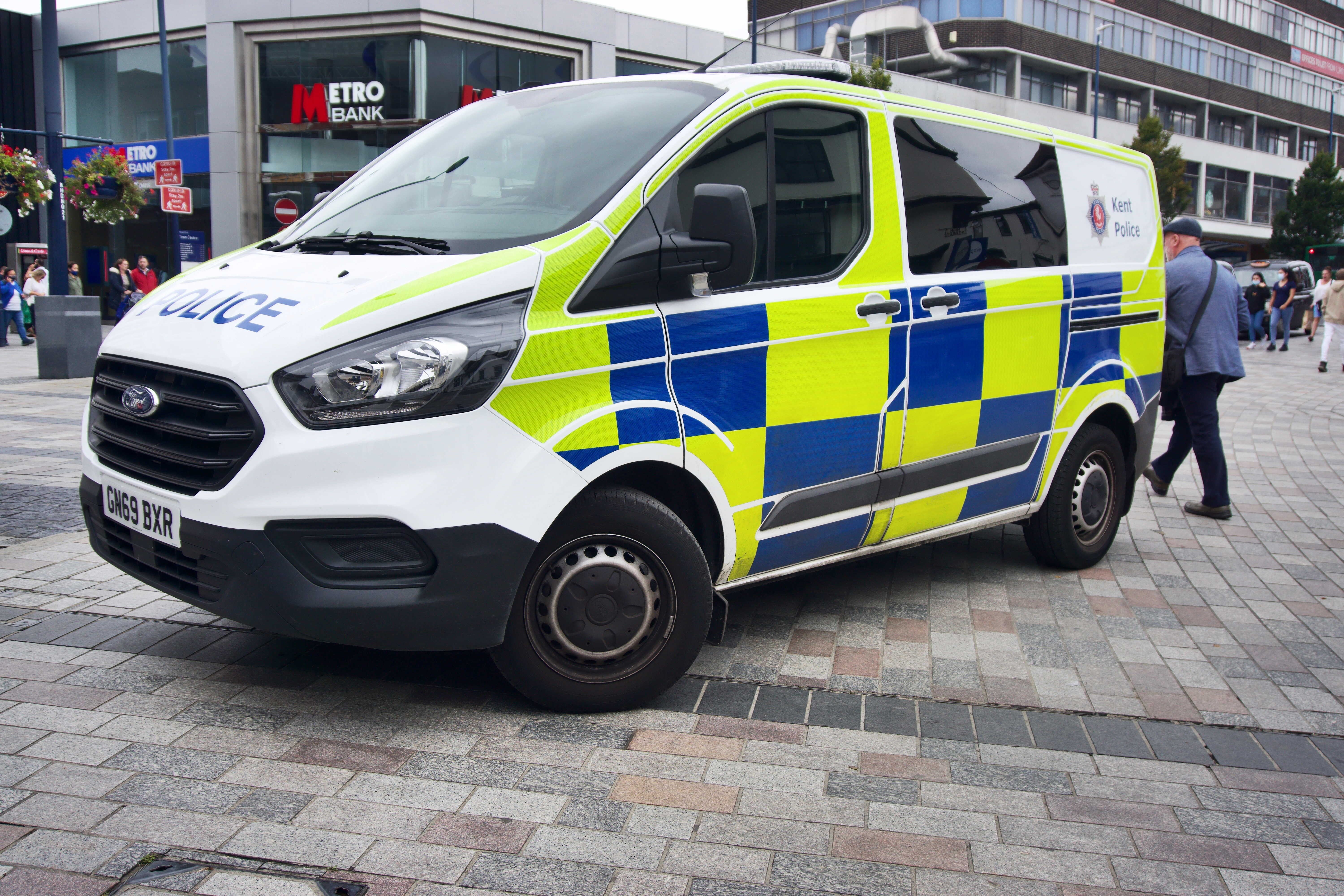
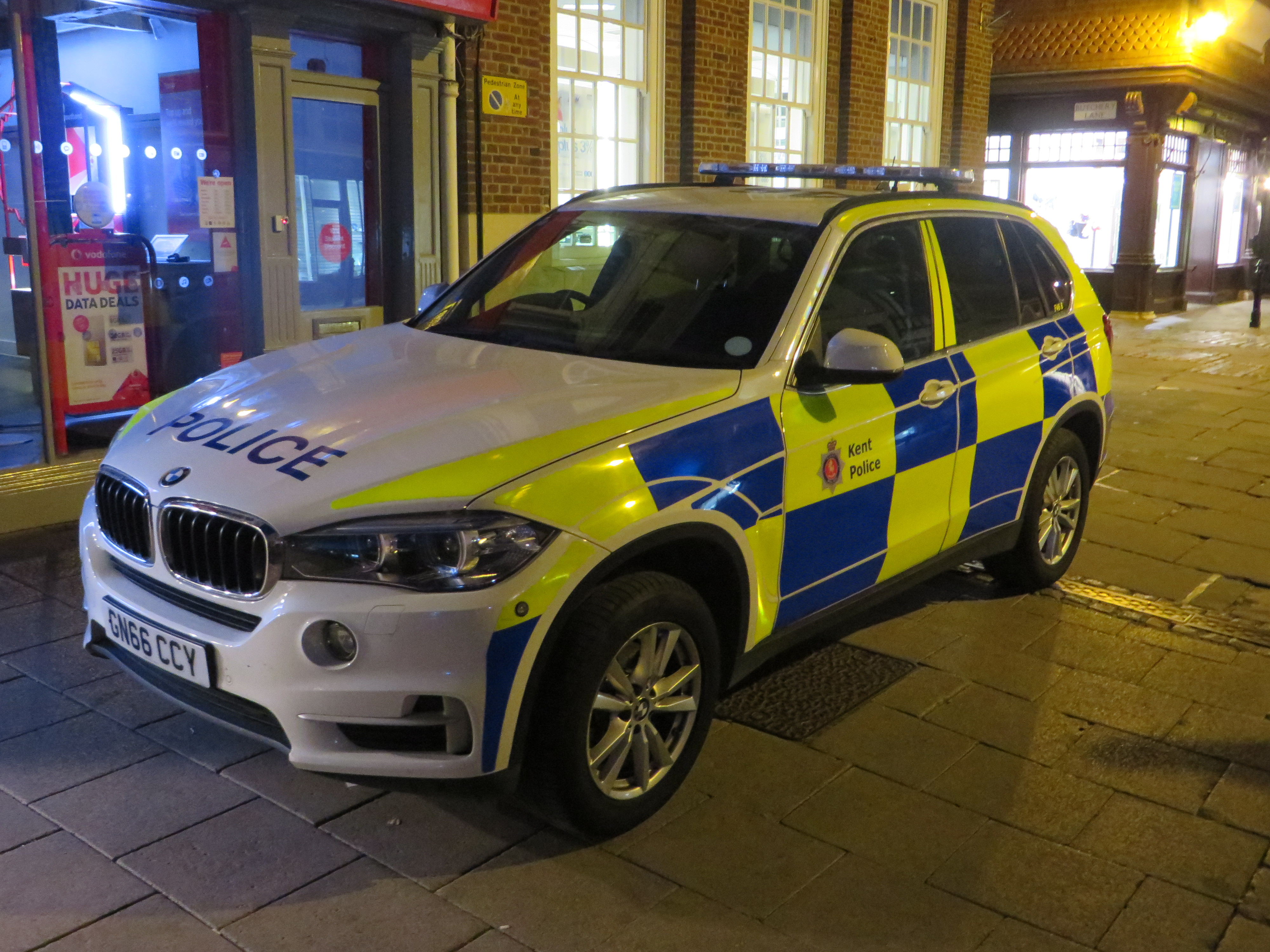
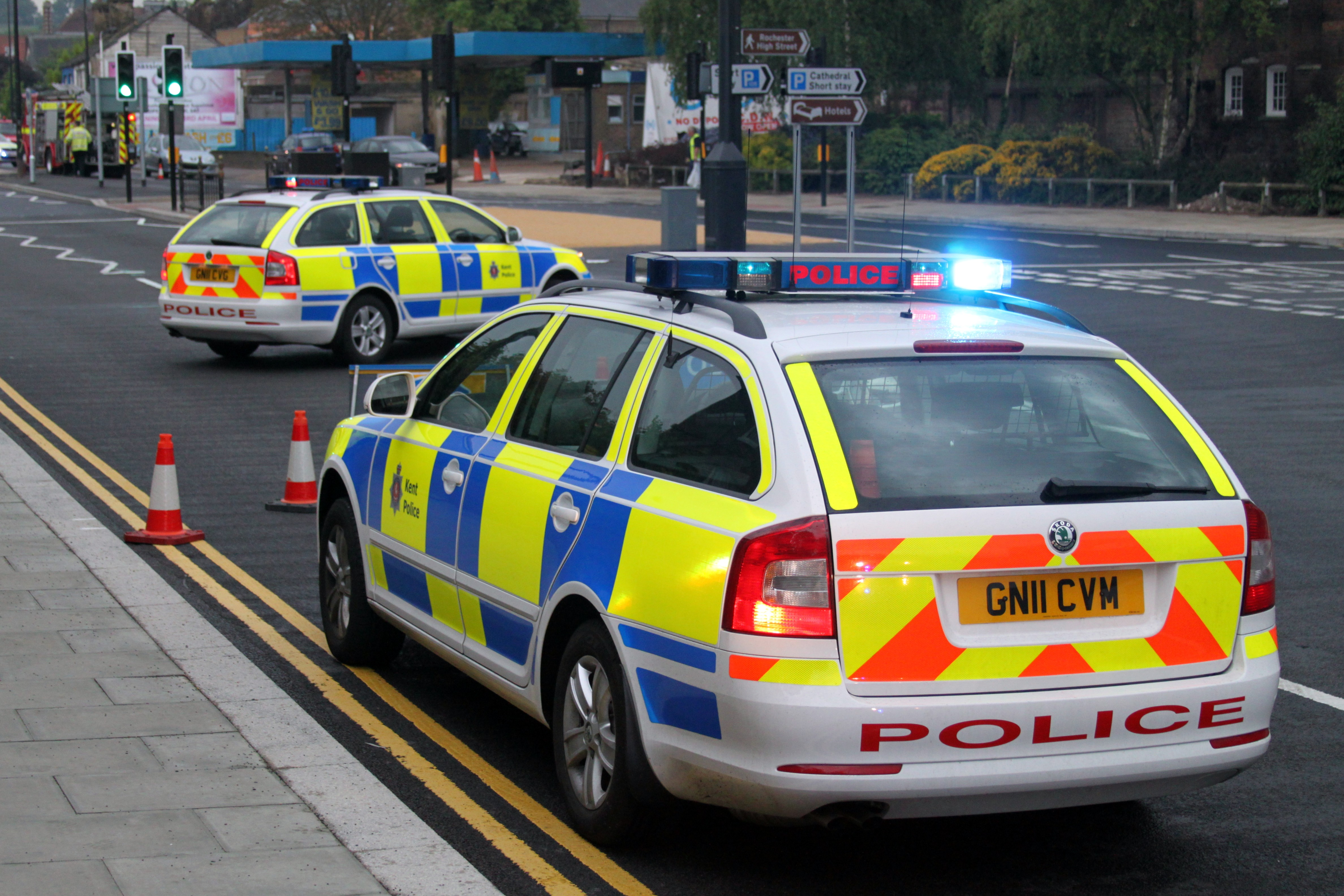
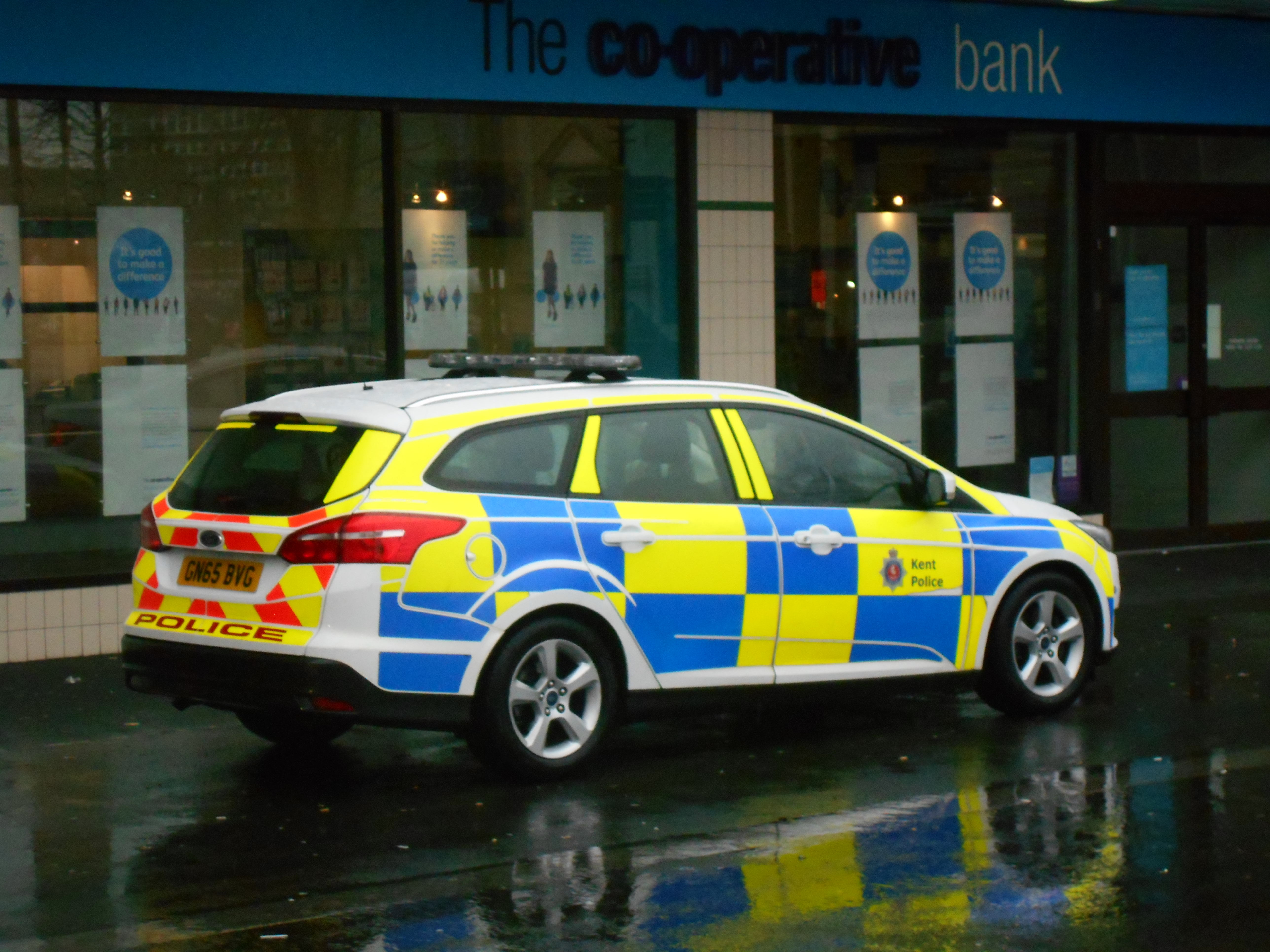